# 日月潭水力電氣工事
日月潭水力電氣工事，又稱為日月潭水力發電工程，是1930年代台灣最大的水力發電計畫，該計畫自1919年（大正八年）動工，中間歷經數次的停工與復工，於1934年（昭和九年）完工，工程係以濁水溪為水源，以天然湖泊日月潭加高堰堤成為貯水湖，將湖水引至日月潭西側的門牌潭後，利用落差1,057尺（320公尺）之水力來推動發電機，而產生10萬千瓦的電量。

## 歷史

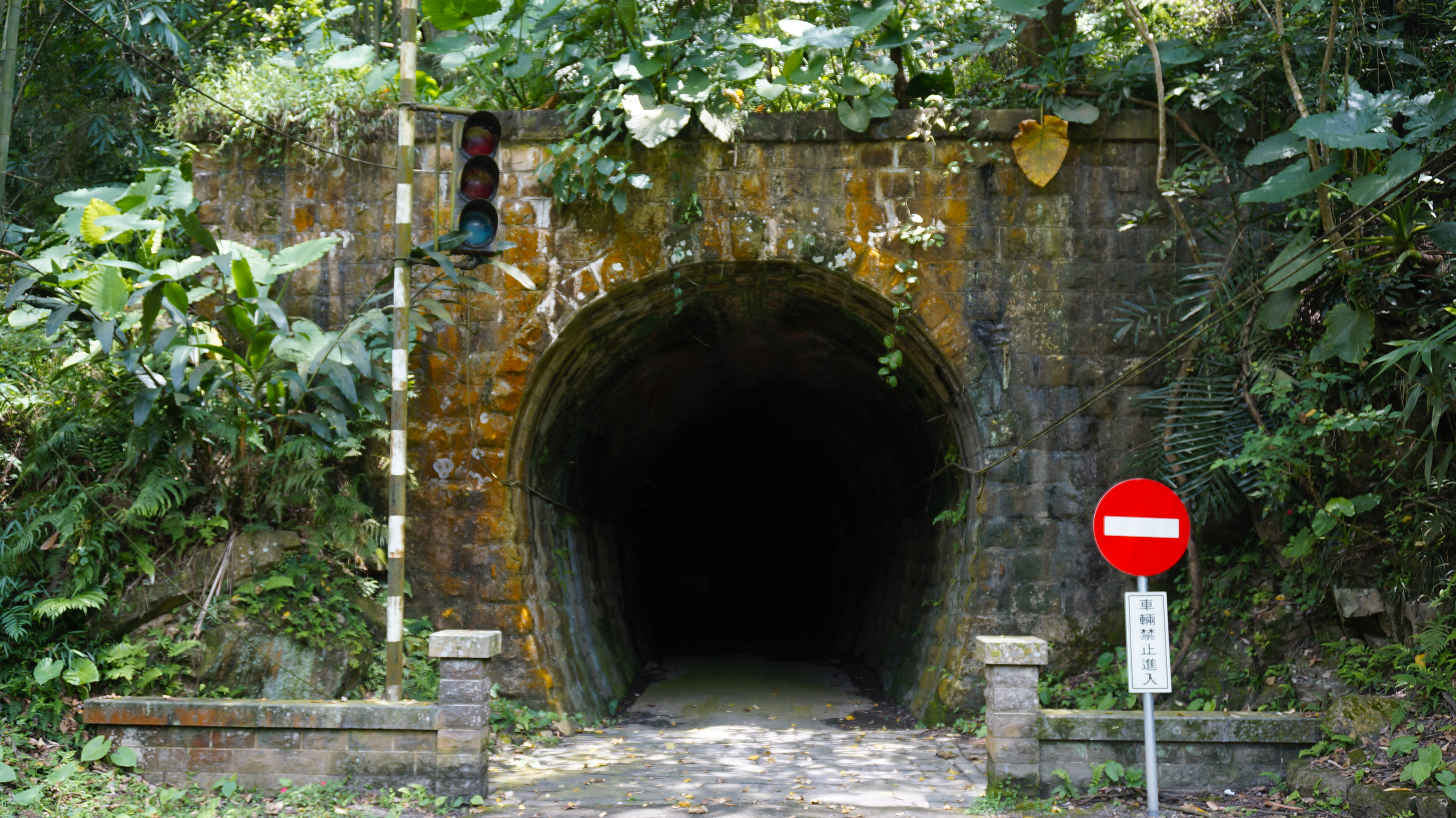
為了配合日月潭水力電氣工事而開鑿的大觀古隧道。

### 提出日月潭水力電氣工事大要
1918年，台灣總督府民政部土木局提出「日月潭水力電氣工事大要」。1919年7月，台灣總督府合併各公民營發電所，採半官半民營，成立台灣電力株式會社。台灣電力株式會社成立後，日月潭水力發電工程成為首要工作。為了進行日月潭水力發電計畫，先進行北山坑發電所之建設，利用埔里盆地西緣觀音山下南港溪溪水，興建攔水堤堰與壓力鋼管，利用50公尺的落差，將溪水帶動水輪機來發電，稱為「北山坑水力發電所」，發電量為1,800千瓦，以提供日月潭水力發電工程施工所需之電力。此外並鋪設縱貫線二水至外車埕（今車埕車站）及電廠所在地門牌潭（內車埕）間、長29.7公里的鐵道，以便運送興建工程所需的物質材料，於1922年完工，此便是日後的集集線鐵路。不久爆發因第一次世界大戰引起的全世界經濟蕭條，物價、工資因一次大戰後的經濟恐慌而飛漲，1922年8月高木友枝社長發表了工程延後聲明，日月潭水力電氣工事停工，接著在1923年發生關東大地震，再次引起經濟恐慌，資金調度無望，日月潭水力電氣工事無法復工，1923年12月1日聲明工程中止。日月潭工程停工後，台電將工程用鐵路（集集線）賣予台灣總督府，作為一般交通使用，以其營運所得興建松山火力發電所及高雄第二火力發電所。

### 修正計畫
1928年3月，美國石威公司（Stone & Webster Co.）來台對發電計畫作全盤技術檢討並提出報告。經其鑑定後認為日月潭水力發電工程在技術上可行。1929年3月27日，日本議會通過日月潭工程再興案，1930年1月12日，松木幹一郎擔任台灣電力株式會社社長。1930年9月，台灣電力株式會社提出修正計畫，從濁水溪上游興建混凝土堰堤武界壩以及引水口，利用長約15公里的武界引水隧道引取武界地區濁水溪的溪水，引導溪水進入日月潭。自濁水溪引水進入日月潭後，並在日月潭的水社及頭社兩地方興建土堰堤，造成水位提高60尺（21公尺），湖面擴張，日月潭水量大增。濁水溪混濁的溪水在日月潭沉澱後，流入發電所取水口。日月潭內的湖水再由總長9,780公尺之水隧道及約2,000公尺之鐵管路線，至新高郡魚池庄水社，引水到水里溪。1931年10月1日，日月潭水力發電工程再度動工。為了完成此一巨大工程，在毗鄰日月潭之司馬按設立工區總部建設部辦公室，並將全部的土木工程區分為七個工區，委由鹿島組、大林組、大倉土木株式會社、今道組、高石組等營建會社分段施工興建。在松木幹一郎致力居中運作與協調下，工程進行順利，比預計提前3個月完工，1934年6月30日竣工，1934年10月28日在臺灣鐵道飯店舉行日月潭水力電氣工事竣工祝賀大會。日月潭水力發電工程總共歷經15年的時間，經歷10位台灣總督，無論是發電廠工程、水社頭社兩堰堤工程，或是武界引水隧道工程，規模皆十分浩大。
| 名稱         | 1919年計畫       | 1931年修正計畫 |
| ------------ | ---------------- | -------------- |
| 取水口       | 濁水溪上游姐妹原 | 濁水溪上游武界 |
| 最大引水量   | 57m³/sec         | 41m³/sec       |
| 引水隧道直徑 | 5.5m             | 4.4m           |
| 日月潭蓄水量 | 海拔756m         | 海拔748m       |
| 有效落差     | 1,085尺          | 1,100尺        |
| 發電量       | 93,000KW         | 100,000KW      |

## 武界引水工程

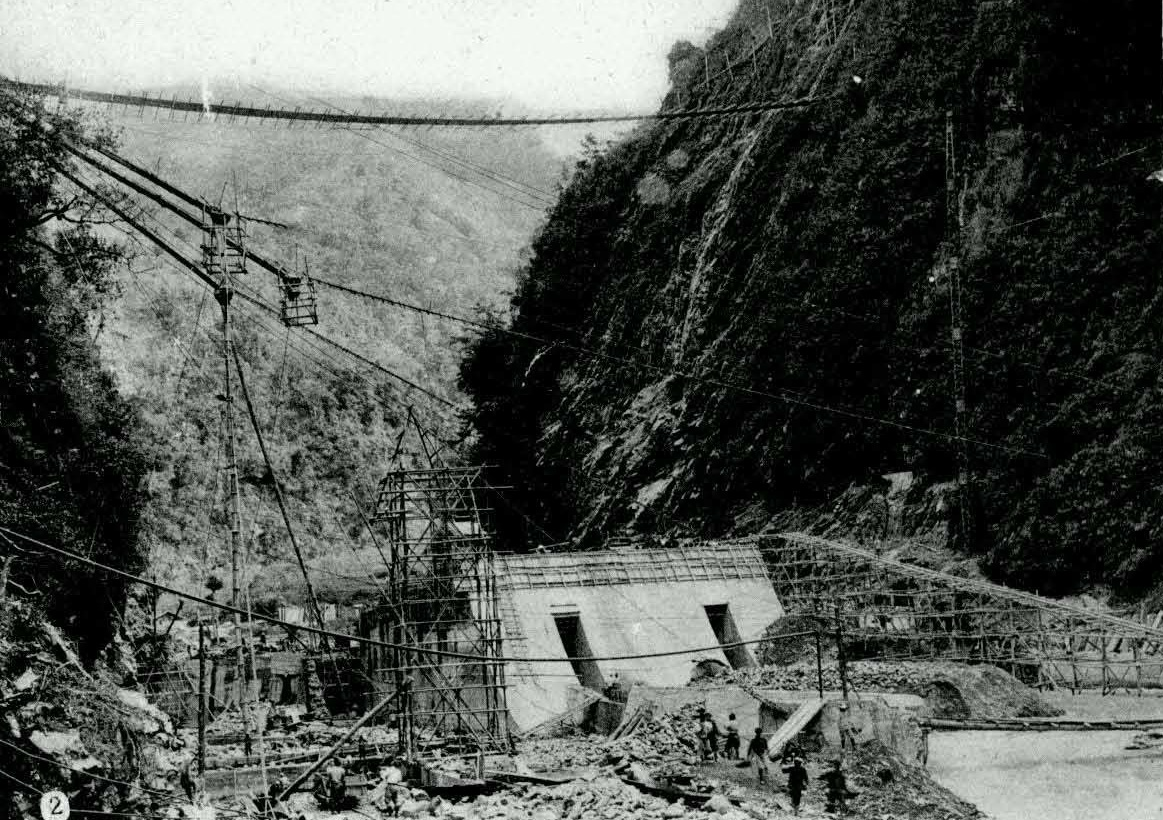
武界取入口堰堤工事。

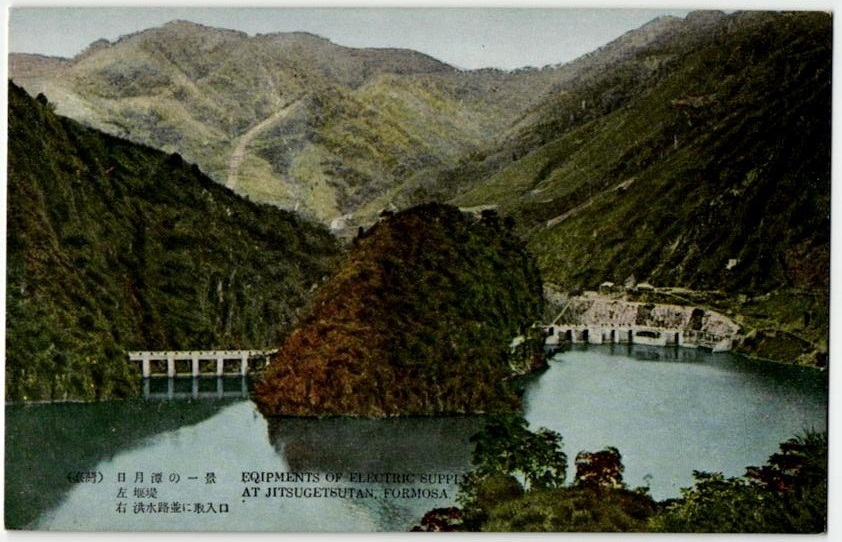
日月潭發電所武界取入口。

### 武界壩
武界壩位於萬豐到武界間，位於濁水溪河床最狹窄的地方，功能為攔截濁水溪上游的溪水，將水引進武界引水隧道。武界壩為一混凝土重力壩，壩高57.6公尺，壩長90.91公尺，設有6座9.09公尺四方形弧形閘門以供洩洪及排沙之用。因為濁水溪的含沙量很大，為了延長武界壩的使用壽命，當年在施工時特別在壩堤的左邊設有三座排沙口，以減少泥沙淤積。

### 武界引水隧道
1931年修正後復工之日月潭發電計畫，貯水庫的容量較原計畫少，取水水量由原本計畫的55.6每秒立方公尺減為44.31每秒立方公尺，所以從濁水溪到日月潭之間的引水隧道斷面，由原設計的高5.60公尺，寬4.15公尺，修正為高、寬皆為4.51公尺。引水渠道系統原計劃以遷就地表、地行為原則，因此多彎曲，而多明渠、水橋等，計畫經過修正之後，渠道改為直線渠道，並採用隧道結構物，以避免受洪水的損害，水路總長和武界壩取水口的位置變更，總共縮短5,100公尺，總計武界引水隧道長度為15.12公里，其中共建有8座無壓隧道，全長總計13.72公里，3座開渠長0.5公里（即位於魚池鄉東光村的向天圳），4座暗渠長0.734公里，1座水橋長0.076公里。武界引水隧道完工後，濁水溪的溪水於日月潭東南側的大竹湖水域注入日月潭，形成「日月湧泉」之景觀。

## 日月潭水庫

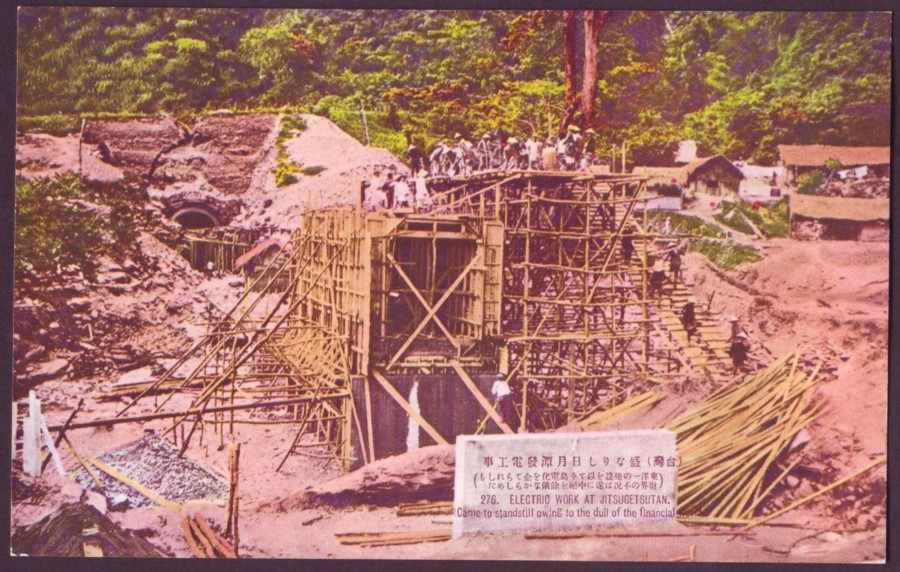
日月潭電氣工事一景。

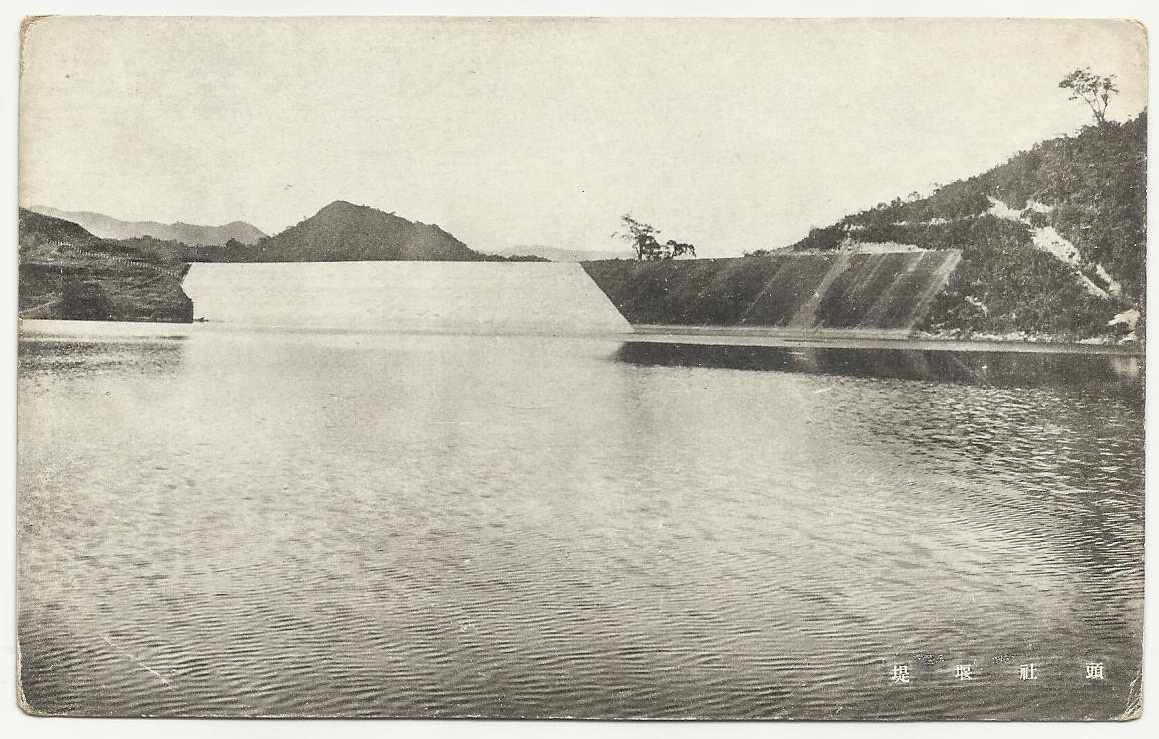
頭社壩。

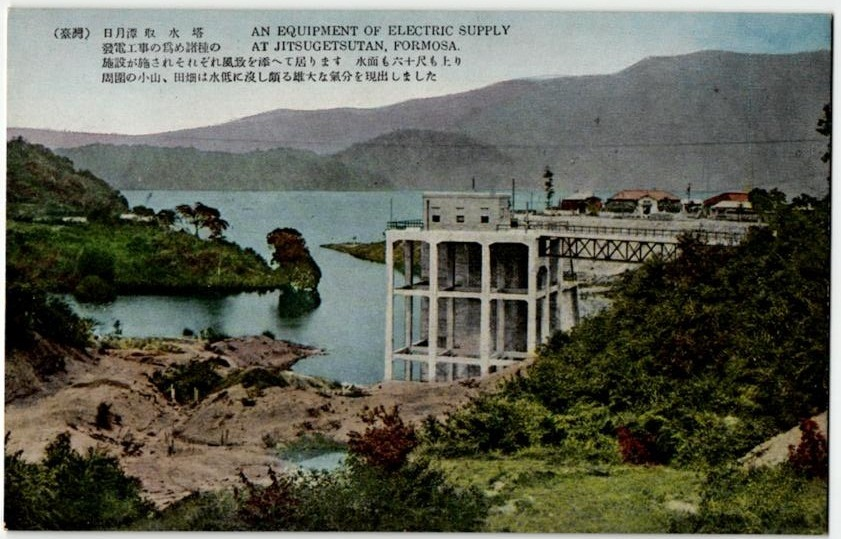
日月潭水力電氣工事彩色明信片 - 取水塔。

日月潭水力發電工程在日月潭西岸水社部落附近北流之水尾溪，興建壩高30.3公尺之「水社壩」，並在日月潭西南、位於頭社盆地與水社盆地之間興建壩高19.8公尺之堰堤「頭社壩」，兩者皆屬混凝土心牆滾壓式土壩，使得日月潭的面積及容量增加，形成日月潭此一離槽水庫。日月潭水庫的溢洪道位於水社壩右壩座，係無閘門控制喇叭口式，由喇叭型進口、豎喉、水平段等構築而成，外觀呈十二角形，由混凝土打造樑柱與牆面。日月潭第一發電所之進水口則距水社壩南方462公尺，為一鋼筋混凝土結構物，後接壓力隧道一條，直徑4.09公尺，長2,970公尺。發電用水即經由壓力隧道及壓力鋼管流至水里溪左岸之門牌潭發電所。

### 水社壩
水社壩位於日月潭西側，係一長約 363.6 公尺的無溢流土壩，壩頂標高 751.51 公尺，壩高為 30.3 公尺，心壁採混凝土中心牆，並於中心牆前後設置黏土壁；壩頂並舖設瀝青混凝土工供通行之用。

### 頭社壩
頭社壩位於日月潭西南側，壩長約 167 公尺，壩頂標高 751.5 公尺，上下游邊坡均為 1:3。中心牆為顧及水密性採取混凝土中心牆，整體設計及施工方式大致上與水社壩相同，惟黏土壁的坡度較水社壩緩和。壩底設置止水壁，其下端深入地盤最深達約 18 公尺。
|          | 水社壩                  | 頭社壩                                   |
| -------- | ----------------------- | ---------------------------------------- |
| 位置     | 水尾溪源頭下游約727公尺 | 頭社鞍部，面對頭社部落之日月潭沿岸低窪地 |
| 壩長     | 363.63公尺（1,200尺）   | 166.67公尺（550尺）                      |
| 壩高     | 30.30公尺（100尺）      | 19公尺                                   |
| 壩頂寬   | 6.97公尺（23尺）        | 6.06公尺（20尺）                         |
| 壩基寬   | 230公尺                 | 110公尺                                  |
| 壩頂標高 | 748.48公尺              | 748.48公尺                               |
| 壩型     | 混凝土中心牆土壩        | 混凝土中心牆土壩                         |

## 日月潭第一發電所

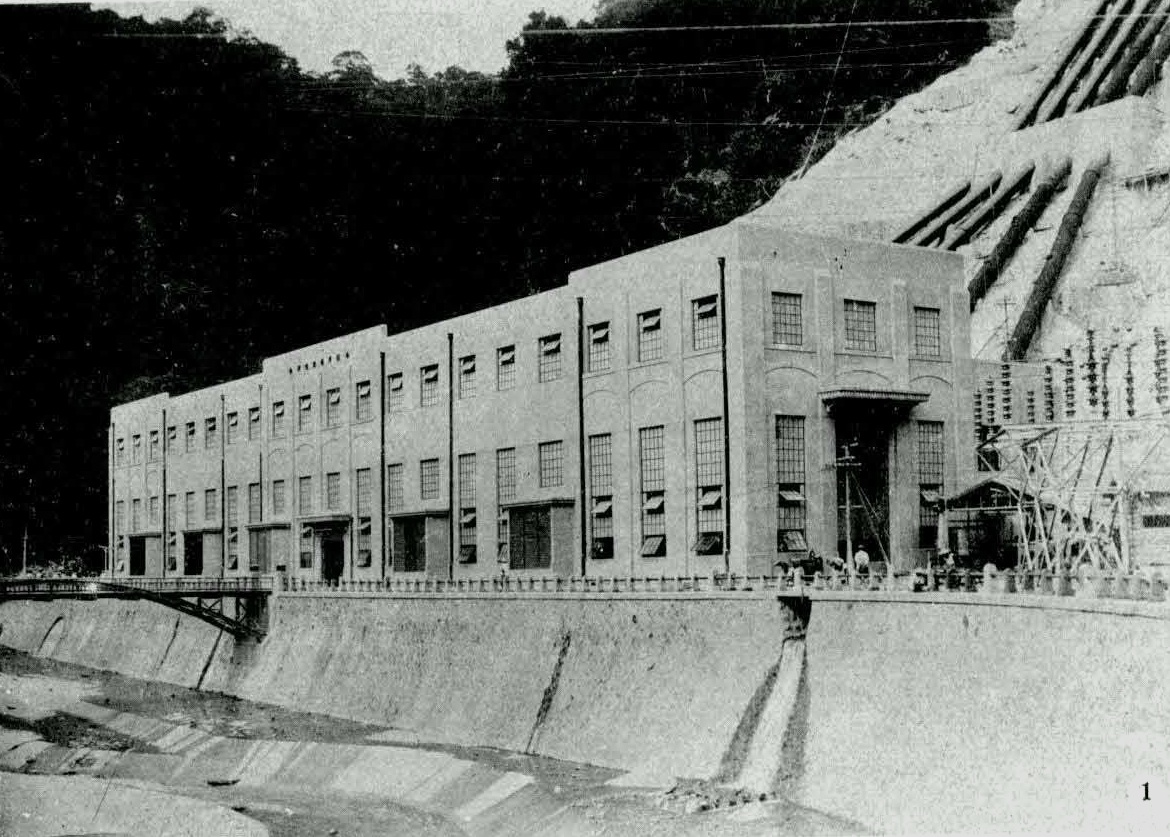
甫竣工的第一發電所。

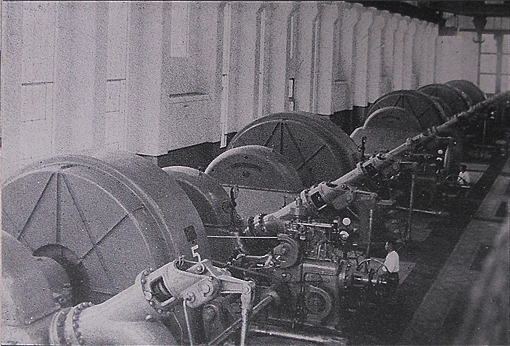
日月潭發電所內部。

日月潭第一發電所原稱「門牌潭發電所」，是因為電廠旁有塊很高大的岩壁，岩壁下方的潭水深不可測，被當地人稱為「墓碑潭」，但因音義不雅，才又取其相近音成為「門牌潭」。落差達320公尺，設置有五支各595.2公尺長，上部直徑1.68公尺、末端直徑1.37公尺的壓力鋼管，連接到電廠的水輪發電機組。廠房長84.6公尺，寬15.26及7.07公尺，高16.4及11.8公尺。水輪機於1922年由德國Voith製造，為橫軸雙動輪雙噴嘴佩爾頓式水輪機，發電機是美國奇異公司製造，總共設置設置五台發電機，每部發電機組裝置容量為兩萬兩千瓩（22MW），裝置容量有十一萬千瓦，第一至第三號機於1934年6月完成，第四、五號機於1934年9月完成。
| 設施名稱             | 簡介                                     |
| -------------------- | ---------------------------------------- |
| 水源                 | 濁水溪上游→武界壩→武界引水隧道→日月潭    |
| 攔水壩名             | 水社壩、頭社壩                           |
| 廠房                 | 露天式                                   |
| 最大發電水頭（公尺） | 320                                      |
| 發電機組             | 橫軸雙動輪雙噴嘴佩爾頓式水輪發電機組五部 |
| 用水量（CMS）        | 每部機組9.325，五部共46.6                |
| 裝置容量（MW）       | 110                                      |
| 年發電量（kWh）      | 2.9億                                    |

## 輸電線路

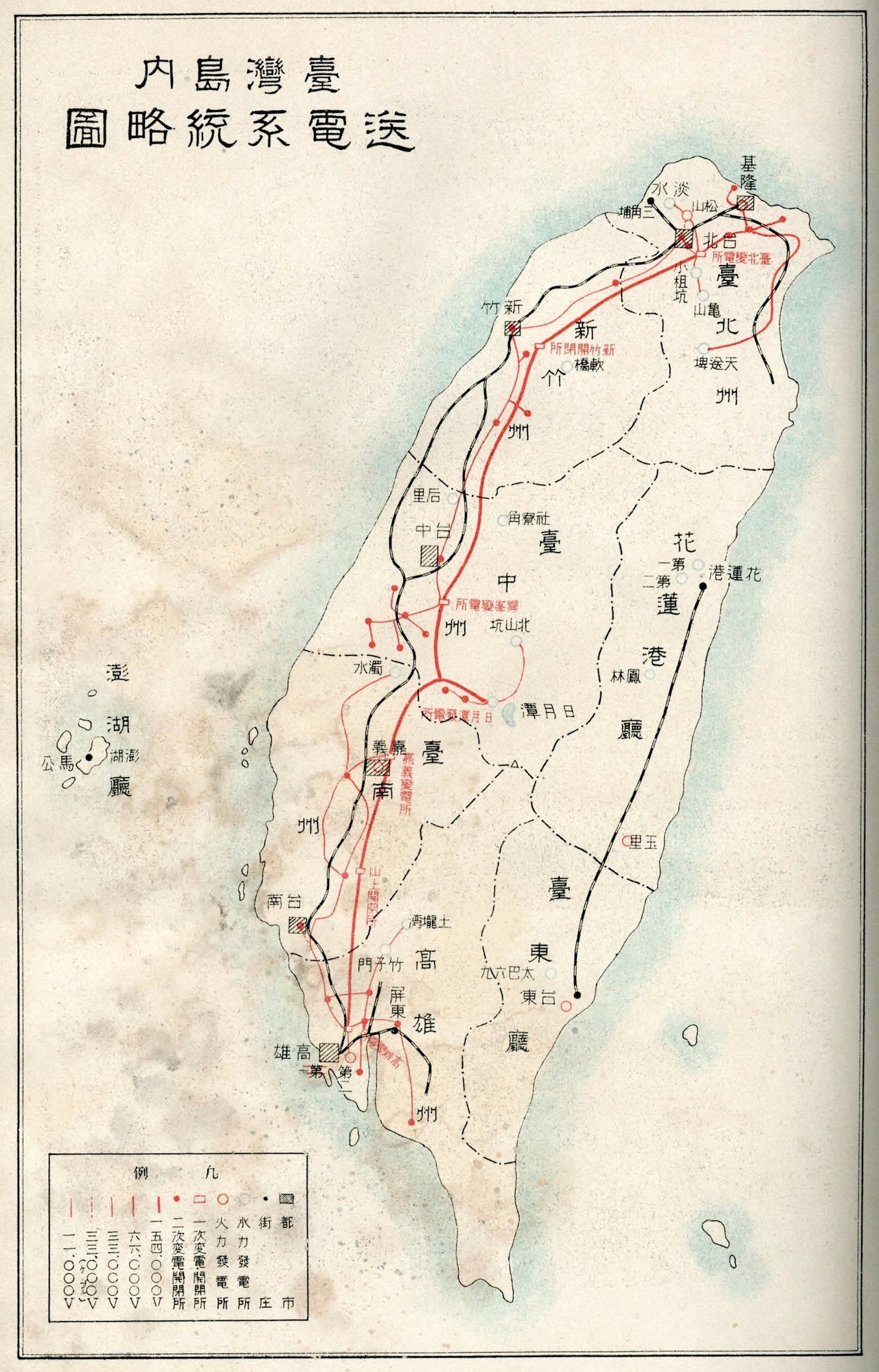
1934年左右的台灣全島送電系統略圖。

日月潭第一發電所於1934年7月竣工後，為了將電力分送至台灣南北各地，台灣電力株式會社於西部建造貫通南北之輸電幹線，總長約350公里，建造了154kV之一次輸電系統，南送至高雄、北送到台北和基隆，並在高雄及台北各設一間變電所，開啓高壓輸配電的工程。西部電力系統有水力發電廠17所、火力發電廠5所，發電裝置容量達22萬瓩，以154kV輸電線，經一次變電所6處，供應台灣西部用電。其中輸電幹線可分為北部輸電線路與南部輸電線路兩大幹線，日月潭－霧峰－台北的154KV北部幹線總長178.9公里，橫越7條大河川，途中有長距離跨越烏溪，霧峰變電所往北經過草湖溪、頭汴坑溪至豐原，然後渡過大甲溪、大安溪經過苗栗到新竹開閉所；新竹開閉所橫跨頭前溪到新埔至龍潭過鶯歌，橫越大嵙崁溪、新店溪抵達台北變電所。而日月潭經嘉義到高雄之南部幹線總長159.2公里，跨越濁水溪右岸到達竹山，再跨清水溪，經斗六水源地到林內來到崁頭厝，渡過大湖口溪至小梅，到達嘉義變電所；嘉義變電所出來，橫過八掌溪，經白河至烏山頭，再跨過曾文溪抵達台南水源地的山上開閉所；山上開閉所經關廟至阿蓮，經橋仔頭、楠梓至高雄變電所。另外，一次變電所有台北、霧峰、嘉義、高雄等四所，在南北部幹線中間則設有新竹、山上兩所開閉所。

## 影響
日月潭第一發電所竣工後，為了消耗龐大的電力，民間用電需求激增，1935年底立刻又進行了水裡坑發電所、萬大水力發電所等日月潭第二發電所工事，進而加速進行十年電源開發計畫。因為供應充分而低廉之電力，因此加快了台灣工業化的速度。另外，原本日月潭的水面面積約5.75平方公里，容量為1,830萬立方公尺，在1934年日月潭水力發電工程興建高30.3公尺之水社壩及10.08公尺之頭社壩竣立後，水位上升18.18公尺，潭面海拔上升為745.45公尺，使得日月潭全潭面積擴大為7.73平方公里，最大儲水量有效容量增加成為1.24億立方公尺，潭的最高深度增加為27公尺，湖面較原來增加1.35倍，而蓄水容量增加6.72倍。1930年代「日月潭水力電氣工事」完工前係「火主水輔」時代，日月潭水力電氣工事開始營運後轉為以水力發電為主的「水主火輔」時代，且持續到台灣戰後時期的1960年代為止，尤其在1934年完工起至1950年代，日月潭發電系統的發電量佔全台灣百分之七十以上。國立台灣大學林鐘雄教授即曾謂：「如果沒有日月潭水力，臺灣沒有現在」。